# Рут Вінсент
Рут Вінсент (англ. Ruth Vincent; при народженні Емі Рут Банн, 3 грудня 1873, Ярмут, Норфолк — 8 липня 1955, Лондон) — англійська оперна співачка й акторка, найбільше запам'яталася своїми виступами сопрано в операх савой з театральною компанією D'Oyly Carte у 1890-х роках і ролями на Вест-Енді протягом першого десятиліття XX століття, зокрема роллю Софії в «Томі Джонсі».
1894 року приєдналася до D'Oyly Carte. Почала кар'єру з невеликих ролей, згодом зігравши більші ролі у відновленні «Ґілберта і Саллівана», а потім створивши провідні ролі, зокрема Ізи у «Великій герцогині Герольштейн» (1897—1998), Лайне в «Камені краси» (1898) і Принцесу Лаулу у «Щасливій зорі» (1899). 1898 року виконала партії Касильди в «Гондольєрах», Алін у «Чародіях» таіЖозефіни в «Кораблі Їі Величності „Пінафор“» 1899 року. Через відмову зіграти провідну роль у «Троянді Персії» покинула компанію наприкінці 1899 року.
Продовжила кар'єру в едвардіанських музичних комедіях, опері та концертному співі. Створила провідні ролі у театрі Вест-Енду у «Вероніці» (1904—1905), «Томі Джонсі» (1907), «Красуні з Бретані» (1909) та кількох інших, а також виступала на Бродвеї. З 1910 року розпочала велику оперну кар'єру в «Ковент-гардені» та «Друрі-Лейн», а потім виступала з ораторіями та концертами, у вар'єте до 1930 року.

## Біографія
Народилася 1873 року як Емі Рут Банн у Ярмуті, Норфолк, в сім'ї Емми (до шлюбу Лонг) і Генрі Вінсента Банна, м'ясника. Навчалася співу у вчителя в Норвічі, потім у Германа Кляйна в Лондоні.

### Кар'єра з D'Oyly Carte Opera Company

Вінсент в «Йомені», 1897 рік

1894 року у 17 років приєдналася до оперної трупи D'Oyly Carte Opera як співачка хору у «Вожді» у театрі «Савой». 1895 року з хором гастролювала британськими провінціями. У «Савої» виконала маленьку роль Гретхен у «Великому герцогові» 1896 року, а також час від часу грала більшу роль Лізи. Співала в хорі у відновленні «Мікадо», а 1897 року зіграла невелику роль Доротеї в «Його величності» (Френсіс Коулі Бернанд й Александер Маккензі). Вона співала роль Кейт у відновленні «The Yeomen of the Guard», починаючи з 1897 року, недовго виконуючи головну роль Елсі у липні того ж року, а потім отримала роль у серпні, коли Ілька Палмай покинула компанію.
Протягом наступних двох років була головним сопрано компанії, виконуючи головні ролі Ізи у «Великій герцогині Герольштейн» (1897—1998) і Касильди в «Гондольєрах» (1898), створивши роль Лайне в «Камені краси» (1898), співала партію Алін у «Чародії» (1898), створила роль принцеси Лаули у «Щасливій зорі» (початок 1899 року) і роль Жозефіни в «Кораблі ЇЇ Величності „Пінафор“» (пізніше 1899 року). Коли їй відмовили в партії провідного сопрано султанши Зубедії в «Троянді Персії», Вінсент відхилила запропоновану їй партію («Запах лілій») і залишила оперну компанію D'Oyly Carte у листопаді 1899 року. На цю роль обрали американку Еллен Біч Яу, але її звільнили через два тижні, і можливість замінити її дісталася молодій Ізабель Джей.
Молодша сестра Вінсент, Медж Вінсент, також працювала у D'Oyly Carte у 1898—1900 роках, а потім продовжила кар'єру в музичному театрі.

### Вест-Енд і велика оперна кар'єра
Зрештою отримала шанс зіграти Султаншу в «Троянді Персії» в Нью-Йорку в постановці Чарльза Фромана 1900 року в театрі «Дейлі» (з Джоном Ле Геєм у головній ролі). Вийшла заміж за підполковника Джона Фрейзера з королівської кінної гвардії та на кілька років залишила сцену, продовжуючи навчання вокалу в Парижі у Жаку Буї. Пізніше навчалася в Берліні у мадам Кореллі. Повернулася на лондонську сцену музичного театру, зокрема зіграла Мерву Саннінгдейл у «Медалі та служниці» 1903 року (і в Нью-Йорку 1904 року). Зіграла головні ролі у театрі Вест-Енду в опереті «Вероніка» у 1904—1905 роках (і в Нью-Йорку у 1905—1906 роках) і в «Дівчині на сцені» 1906 року. Зіграла позивачку в комічній опері «Суд присяжних» на святкуванні ювілею Еллен Террі 12 червня 1906 року та в головній ролі принцеси Амасіс у виставі «Амасіс: Єгипетська принцеса» у 1906—1907 роках. У «The English Illustrated Magazine» писали, що Вінсент «має кілька чарівних пісень, яким її повний багатий голос надає чудового ефекту». Потім зіграла Софі в комічній опері «Том Джонс» (1907) і 1909 року головні ролі в «The Belle of Brittany» і «Перській принцесі».
1910 року дебютувала у великій опері в сезонах Томаса Бічама в «Ковент-гарден» і «Друрі-Лейн», виступаючи в операх «Гензель і Гретель» (в ролі Гензель), «Так чинять усі» (в ролі Фіорділіджі), «Казки Гофмана» (в ролі Антонії), «Кармен» (як Мікаела) і «Дон Жуан» (як Церліна). Вона виконала роль Вренхен (роль Джульєтти) в опері Деліуса «Сільський Ромео і Джульєтта». «The Manchester Guardian» прокоментував: «Міс Рут Вінсент грала з великою щирістю та чарівністю, як Вренхен, і чудово співала… у неї надзвичайно чистий голос, здатний на велику експресію».
1911 році здійснила концертне турне британськими провінціями та 1912 року вперше виступила в ораторії «Месія» в Альберт-голі та «Елайджа» на Фестивалі трьох хорів у Герефорді 1912 року та в Глостері 1913 року. Наприкінці кар'єри виступала з концертами, ораторіями (включно з «Гаяватою», що щорічно ставилася з диригентом Малколмом Сарджентом й іншими в Альберт-голі), а також у вар'єте в лондонському «Палладіумі», театрі «Колізей» і в провінції. 1930 року залишила кар'єру. Серед її захоплень були їзда на конях і садівництво.
Померла 1955 року у Лондоні. У січні 2000 року деякі з її особистих речей продали на аукціоні Крістіз у Лондоні.

## Записи
У 1904—1920 роках зробила низку записів пісень для HMV і Columbia, зокрема «The Waltz Song» з комічної опери «Том Джонс» Едварда Германа та пісні Луїджі Ардіті, Гайдна Вуда, Персі Флетчера та Фредеріка Гімена Коуена. Її голос можна почути на компакт-диску «The Art of the Savoyard» (Pearl GEMM CD 9991).

## Виноски
1. ↑  Постановку називали по-різному The Grand Duchess of Gerolstein, або The Grand Duchess.[11]